# Santa Maria del Castell de Castellgalí
Santa Maria del Castell de Castellgalí és una obra del municipi de Castellgalí (Bages) inclosa en l'Inventari del Patrimoni Arquitectònic de Catalunya.

## Descripció
De l'església del castell avui solament en podem veure les restes dels fonaments de l'absis semicircular i els del mur de migdia; dels del cantó nord no n'ha quedat res. Al capdavall del mur hi ha uns blocs de pedra escairats que possiblement tancaven l'església a ponent. Es tractaria d'una església d'una única nau de petites dimensions. Per altra part, cal tenir en compte l'emplaçament de la capella -dintre del recinte del castell- en un lloc molt proper a un esbalçader, de forma que el reduït espai de què disposaven per construir l'església es corresponia amb la petitesa abans esmentada de la nau. L'aparell és força regular; els carreus- treballats amb martell- encara que sense polir, estan disposats en filades bastant uniformes. En les restes no hi ha cap vestigi que permeti situar la porta. L'estat de l'edifici és de total ruïna, de forma que el seu interior és ple de terra, herbes i matolls.

## Història
Es troba dins del mateix recinte del castell. Apareix esmentada en el 1292 i es creu que no degué passar mai de ser una capella vinculada al castell que no va fer mai funcions de parròquia. Per fer aquesta afirmació es pren com a base els estudis del Pare Camós, de mossèn vila i el testament de Berenguer Amatller, redactat el 27-12-1292.